# Henry Fiennes Pelham-Clinton
Henry Fiennes Pelham-Clinton, comte de Lincoln (5 novembre 1750 – 18 octobre 1778) est un homme politique britannique qui siège à la Chambre des communes de 1772 à 1778.

## Biographie
Il est le deuxième fils de Henry Pelham-Clinton (2e duc de Newcastle) et devient héritier de son père à la mort de son frère aîné en 1752. Lors son Grand Tour en Italie, il perd au jeu, en décembre 1771 à Florence, 12.000 Livres Sterling face aux frères Zannowich. Il fait ses études au Collège d'Eton et est élu député Tory pour Aldborough en 1772 et pour le Nottinghamshire, en 1774.
Il hérite de sa maison londonienne au 22, Rue Arlington, dans St. James's, un quartier de la Cité de Westminster dans le centre de Londres, en 1774, et y vit jusqu'à sa mort.
Le 21 mai 1775, il épouse Frances Seymour-Conway (4 décembre 1751 – 11 novembre 1820), une fille de Francis Seymour-Conway. Joshua Reynolds fait son portrait en 1781-1782, aujourd'hui conservé à la Wallace Collection de Londres. Ils ont deux enfants:
- Catherine Pelham-Clinton (6 avril 1776 – 18 mai 1804), qui épouse William Pleydell-Bouverie (3e comte de Radnor) le 2 octobre 1800.
- Henry Pelham-Clinton, comte de Lincoln (23 décembre 1777 – 23 septembre 1779)

Il est mort avant son père à l'âge de 28 ans, suivi peu après par son fils unique. Le duché passe à son jeune frère Thomas à la mort de son père en 1794.